# Plounérin
Plounérin is een gemeente in het Franse departement Côtes-d'Armor (regio Bretagne) en telt 733 inwoners (2004). De plaats maakt deel uit van het arrondissement Lannion.

## Geografie
De oppervlakte van Plounérin bedraagt 26,0 km², de bevolkingsdichtheid is 28,2 inwoners per km².

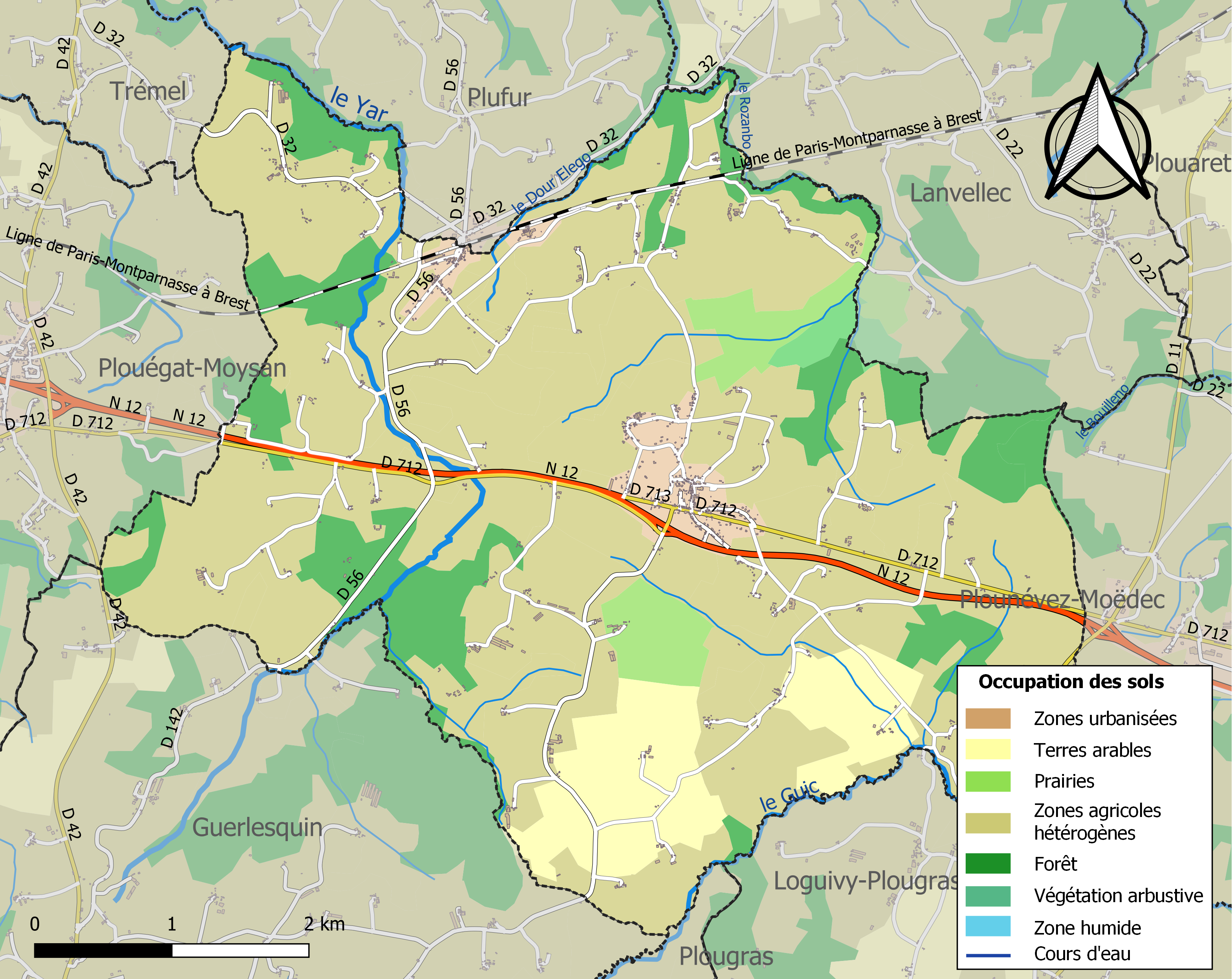
Kaart van de gemeente met de belangrijkste infrastructuur, bodemgebruik en omliggende gemeenten

## Verkeer en vervoer
In de gemeente ligt de spoorweghalte Plounérin.
Het dorp ligt langs de N12/E50 tussen Morlaix en Guingamp.

## Demografie
Onderstaande figuur toont het verloop van het inwonertal (bron: INSEE-tellingen).

1. ↑  Populations de référence 2022.